# Fred Warngård
Alfred "Fred" Warngård, född 9 maj 1907 i Västra Ingelstad, Skåne, död 23 maj 1950, var en svensk släggkastare och viktkastare. 
Han tävlade för Malmö Polismäns GIF och senare för Malmö AI. 
Warngård arbetade som kriminalkonstapel i Malmö.

## Främsta meriter
Fred Warngård deltog vid OS 1936 där han vann bronsmedalj i släggkastning.
Han var svensk rekordhållare i slägga åren 1936 till 1941.
Han vann SM i slägga två gånger, och i viktkastning, också två gånger.

## Karriär

### Släggkastning
År 1935 blev Warngård engelsk mästare i slägga.
Den 3 augusti 1936 deltog Warngård i OS i Berlin. Här tog han bronsmedaljen och förbättrade samtidigt Ossian Skiölds svenska rekord (53,85) från 1927 till först 54,03 och sedan till 54,83. Han skulle få behålla det till 1941 då Bo Ericson slog det. Bilder från prisceremonin och från Warngårds kast kan i förbigående ses i Leni Riefenstahls Den stora olympiaden. 
1936 blev han också svensk mästare i slägga (52,05), något han upprepade 1938 (51,67).
Han var även med i landskampen mot Norge 1936, och där vann han släggkastningen.
Även i 1939 års landskamp mot Norge vann han släggan.

### Viktkastning
Warngård vann SM i viktkastning 1936, med ett kast på 16,59.
SM vann han även 1939, den här gången på 16,01.

### Övrigt
Han blev 1936 utsedd till Stor grabb nummer 88 i friidrott. Detta år fick han även Rundturens guldmedalj för bäste skånske idrottsman.